# Assemblea dei sindaci
L'assemblea dei sindaci nell'ordinamento italiano è uno degli organi delle province insieme al consiglio provinciale e al presidente della provincia, ai sensi della legge 7 aprile 2014 n. 56 (“Disposizioni sulle città metropolitane, sulle province, sulle unioni e fusioni di comuni”) in vigore dall'8 aprile 2014.

## Composizione
L'assemblea dei sindaci è costituita dai sindaci dei comuni appartenenti alla provincia. È presieduta e convocata dal presidente della provincia.

## Funzioni
L'assemblea dei sindaci adotta o respinge lo statuto proposto dal consiglio provinciale e le sue successive modificazioni con i voti che rappresentino almeno un terzo dei comuni compresi nella provincia e la maggioranza della popolazione complessivamente residente. Ha poteri propositivi, consultivi e di controllo secondo quanto disposto dallo statuto.